# Filles de Marie de l'Assomption
Ne doit pas être confondu avec Sœurs de Sainte Marie de l'Assomption ou Sœurs de l'Assomption de la Sainte Vierge.
Les  Filles de Marie de l'Assomption forment une congrégation religieuse féminine enseignante de droit pontifical. 

## Histoire
La congrégation est fondée le 8 septembre 1922 à Campbellton dans le Nouveau-Brunswick, par le Père Arthur Melanson (1879-1941), curé de Notre-Dame-des-Neiges, pour gérer l'école paroissiale qu'il a fait construire. Il rassemble une communauté et les place sous la direction de sœur Edmée Martin ; elles prononcent leurs premiers vœux en 1924 et leurs vœux perpétuels en 1927. L'institut reçoit le décret de louange le 1er décembre 1956 et l'approbation définitive le 25 mai 1965.

## Activité et diffusion
Les sœurs se consacrent à l'enseignement et à la presse catholique.
Elles sont présentes au Canada avec la maison-mère à Campbellton.
En 2017, la congrégation comptait 109 sœurs dans 19 maisons.